# Кузнецова, Екатерина Васильевна
Екатерина Васильевна Кузнецова (21 августа 1901—20 февраля 1978) — передовик советского сельского хозяйства, доярка колхоза «12 Октябрь» Костромского района Костромской области, Герой Социалистического Труда (1949).

## Биография
Родилась в 1901 году в селе Саметь (ныне — в Костромском районе Костромской области) в крестьянской семье. Русская.
После завершения обучения в начальной школе стала помогать местным дояркам на ферме. В 1930 году вступила в местный колхоз «12-й Октябрь» и сначала стала работать в полеводческой бригаде.
В 1936 году перешла работать на ферму дояркой и здесь же трудилась до выхода на заслуженный отдых. Ухаживала за коровами «Костромской породы» выведенные в соседнем племсовхозе «Караваево».
В 1948 году Кузнецова сумела получить от 8 коров по 5032 килограмма молока с содержанием 197 килограммов молочного жира.
Указом Президиума Верховного Совета СССР от 4 июля 1949 года за получение высокой продуктивности в животноводстве Екатерина Васильевна Кузнецова было присвоено звание Героя Социалистического Труда с вручением ордена Ленина и медали «Серп и Молот».
На пенсию вышла в 1959 году.
Последние годы жизни проживала в родном селе. Умерла 20 февраля 1978 года. Похоронена на сельском кладбище.

## Награды
- золотая звезда «Серп и Молот» (04.07.1949)
- орден Ленина (04.07.1949)
- Орден Трудового Красного Знамени (23.07.1948)
- Орден Трудового Красного Знамени (16.08.1950)
- Орден Трудового Красного Знамени (17.09.1951)
- другие медали.